# 斗南先生
『斗南先生』（となんせんせい）は、中島敦の短編小説。全7章から成る。中島が親族の中で最も強く影響を受けた伯父の斗南（中島端）の晩年を、似通う気質を持つ甥の視点から活写した私記的作品である。
職業作家を本格的に目指した中島が、東京帝国大学在学中に執筆した小説で、第一高等学校時代の習作を別とすれば、中島の実質的な出発を示す処女作に位置づけられている。自身を仮託した主人公「三造」が登場する自己検証・自己分析的な作品群の最初の一編でもある。

## 発表経過
執筆時期は、最後の☆章（付記）に「昭和七年の頃」とあるように、東京帝国大学国文学科在学中の1932年（昭和7年）から翌1933年（昭和8年）3月卒業後の横浜高等女学校教員となって間もない時期にかけて書かれたとみられ、原稿末尾には「昭和八年九月十六日夜十二時半」と脱稿日が記されている。
この脱稿日の日付は、記された後に消されている「見せ消ち」であるが、中島が伯父・斗南の遺稿詩文集『斗南存稾』を東大付属図書館に寄贈した日付（昭和8年1月23日）などの外部徴証からみても、1933年（昭和8年）9月16日前後が脱稿日でほぼ間違いないものとみられており、ほとんどの中島関連資料の年譜でも同年月が脱稿日となっている。
原稿の清書に関しては、中島の横浜高女教師時代の生徒・飯島美江子（旧姓・鈴木）の記憶によれば、1939年（昭和14年）7月頃から「虎狩」「斗南先生」「山月記」の原稿の清書を中島から依頼されたとし、実際に中島がこの生徒に清書依頼をした書簡の日付も「昭和14年7月23日」となっている。なお、この清書の年までの6年間の期間内に、一章から六章に加筆や修正があったかは定かではない。
「斗南先生」が発表されたのは、中島が「山月記」や「光と風と夢」で職業作家として文壇で認められた後のことで、1942年（昭和17年）7月15日に筑摩書房から刊行された初めての単行本、第一創作集『光と風と夢』に収録されてから世に知られるようになった。
第一高等学校から東京帝国大学時代にかけての初期の諸作の中では、中島が唯一、初の単行本の収録作品に選んだものであるため、作者の愛着がうかがえるものとなっている。初収録が決まった時期に、元の原形（初稿）の最後の六章の後に☆印の付章が追記されて完成稿となった。

## あらすじ
自分と似通う精神的特徴を持つがゆえに、伯父に対し自己嫌悪的な反発心を密かに抱いていた主人公が、死を目前とした伯父との関わりを通じて次第にその批判的な愛憎共存のまなざしを整理していき、自己の中に潜在していた伯父への深い愛情に気づくまでが描かれている。
構成は6つの章と付記の☆章から成り、第一章が1932年（昭和7年）時点の手記で、第二章から第五章までが伯父が亡くなった1930年（昭和5年）の様々なエピソードの回想が主体となっている。第六章で再び1932年（昭和7年）の時点の手記となり、最後の☆章が1942年（昭和17年）時点における手記となっている。

### 一
三造の伯父の斗南（中島端）は一昨年の昭和5年夏に死んだ。伯父の遺した漢詩などを纏めた詩文集『斗南存稾』が上梓されると、三造はその本を自分の通っている大学と母校の高等学校の図書館に納めるよう家人から頼まれていた。
無名の漢詩客にすぎず、しかも自分の伯父の著書を大学の図書館に寄贈することが気恥ずかしく躊躇していた三造は、ここしばらく毎日伯父の詩文集をひろげては繰り返し眺めていた。そこには、伯父の親友の羅振玉が序文を寄せ、初めて上海の羅振玉を訪ねた生前の伯父の風貌やせっかちな人となりが実によく描写されていて、三造は思わず笑ってしまった。
ある日、まだ早朝なのにしきりに門を叩く音がしたため窓から窺うと、小柄で鶏のように痩せた人物が見え、すぐさま出迎えると彼はすでに門の中に入っていて「日本男児中島端」の名刺を差し出した。座につくと彼は懐から墨と紙を取り出し「東亜ノ情勢」を滔々と筆談し始め、紙がたちまち十数枚にも及んだ。私は深くこの人物の識見に敬意を覚え、彼の去り際に明日また会おうと約束するが、翌日その宿泊先の豊陽館を訪ねると、もう彼はすでに何処かへ行ってしまっていた。……
昔風の漢学者気質と狂熱的な国士気質を持っていた斗南は、狷介にしてよく人を罵り、潔癖な奇人めいた人だった。72歳（数え年）で死んだ彼の遺灰は本人の遺命により、親戚が汽船の上から熊野灘に散骨した。羅振玉の序文にあるように、「鬼雄」（英雄の霊魂）となり神風のごとく鯱にでもなってアメリカの軍艦を喰らうつもりだったのである。
他人からみれば気障や滑稽にもみえる伯父の遺言や数々の奇行奇言も、伯父が自分の魂の底からそれを正しいと信じて言行していたことを甥の三造は知っていた。伯父は東洋から次第に影を消していこうとする型の、最も純粋な最後の人達の1人だったのだが、その時の三造にはまだそれが概念的にしか呑みこめなかった。
特に高等学校の頃の三造には、50歳も年齢差のある伯父のそうした厳格さが時代離れした旧世代のものにみえ、反発心のような溝があった。そして親戚の多くから、自分の気質が伯父に似ていると指摘され、ある従姉からは「年をとって伯父のようにならなければいいが」と口癖のように言われるのが苦々しかったが、実際、伯父の落着きのない性行が自分にも多分にあることを三造は認めないわけにはいかなかった。
時々破裂する癇癪癖のため、甥や姪から「やかまの伯父」と呼ばれていた斗南は奇人めいていたが、幼時から非常な秀才で漢詩漢文の能力に優れていた。しかし特にまとまった仕事も大成せず、支那（中国）に長く渡っては、常に居を変え彷徨し、ロマンティシズムとエグゾティシズムにそそられたような放浪人生だった。
斗南はかつて大正元年に『支那分割の運命』という著書を出したことがあったが、印税生活できるほどでもなく、経済的には弟や弟子、友人らからの援助で生活していた。それを知った当時の三造は、自分の生活も一人前にできないくせに、人を罵る伯父の気質を心の中で非難していたが、その非難はすなわち三造自身の類似した精神や気質への自己嫌悪や反射的反発でもあった。
一方、すぐ下の弟伯父（玉振）の方は物静かで落着いた学究的態度の人であった。玉振は二尺もの白髯をたくわえ黙々と古代文字（甲骨文字）などの研究に勤しみ、甥姪から「お鬚の伯父」と呼ばれて親しまれていた。こちらの2番目の「お鬚の伯父」の方が三造にははるかに好ましく思え、斗南伯父の狂躁性を帯びた峻厳が大人げなくみえたのである。

### 二
斗南が亡くなる年の2月、高等学校卒業を間近にひかえていた三造の下宿に斗南からの葉書が来た。利根川べりの田舎（久喜町）に当分いるから将棋を差しに来ないかという誘いであった。その頃、三造は学校でサッカーをして眼に怪我をした後だったのでそれを口実に断ったが、再び3月にお前の所に遊びに行きたいという葉書が来て、その3日後に斗南がやって来た。
古風で大きなバスケット（行李）を提げた斗南は来るやいなや、「これから相州（神奈川県）の大山に行く」と宣言し、大山の神主の所に身を寄せて病を養うのだと説明した。斗南は2、3年前から腸出血などで弱っていたが、医者にも診てもらわずに気力で持ちこたえていた。
そんな身体で山に籠もることを三造は賛成しかねたが、黙って伯父に従い（反論すると機嫌が悪くなるため）、東京駅まで円タクで送ることとなった。女中に買いに行かせたばかりの傘を置き忘れて階下から「三造さん、傘！傘！」と呼ぶ声に、今まで伯父から「さん」づけなど一度もされたことがなかった三造はギョッと驚き、少し不安を感じた。
それから1か月経ち、大山にいる斗南から手紙が来た。腸出血が酷いらしく「瀕死」「死期が近づいた」などの字句があったが、宿の人間の待遇の悪さを罵る口調にはいつもの元気さが感じられ三造はあまり気にもかけなかった。するとまた15日ほど後に今度は「老人の最後の頼みだ」という葉書が来て、大阪の八尾にいる三造の従姉（斗南の姪）夫婦の家に行きたいから大阪まで送ってほしいと頼まれた。
病の身でわざわざ遠い大阪に行くよりも「洗足の伯父」（斗南の3番目の弟）の家の方がいいと思った三造は、すぐにその斗南の葉書を「洗足の伯父」に持っていき、翌朝すぐ「洗足の伯父」が大山に出迎えに行ったが、斗南は大阪まで行くと言い張ってだめであった。そのため、その翌日に三造が小田急で大山まで行き、斗南の居る神主の家に出向いた。
二階の座敷の蒲団の上に起きていた斗南は、三造を見ると滅多に見せたことないような非常に嬉しそうな笑顔になった。それを見て三造は不安になった。だが出発する間際、斗南は封筒に入れた10円紙幣をなくし、半分に破れた封筒が新聞紙の下から見つかったため（斗南がゴミだと思ってうっかり封筒ごと破ってしまったもの）、もう半分を神主の家族総出で必死に竹藪まで探し回る大騒ぎとなった。斗南は紛失癖のある自分の失態が誇張されたように感じ機嫌を損ねたまま大山をあとにした。
夕刻に着いた松田駅の待合室でいつものように小言や説教を言っていた斗南だったが、構内に入り露天のプラットフォームのベンチで荷物にもたれた伯父の年老いた姿をふと見た三造は、そこにはっきりと死が近づいていることを感じた。眠ったように腰かけている伯父の目元や頬骨はぐっと落ち込み、薄い皮膚の下に頭蓋骨がはっきりと想像され、静かな暗い気（死）がまといついていた。
三造は、伯父の顔に漂っている、その追いやることのできない不思議な静かな影をただ見つめるしか為す術がなかった。それはどうすることもできない定まったことなのだ、というふうな圧迫されるような気持を三造は感じながら、伯父を見つめていた。
汽車の中の電灯の下では、斗南の顔にさきほどまといついていた気はなくなっていたが、横になって眠るその痩せ衰えた顔の皺や時々ひきつる筋の動きで、彼が浅い眠りの中でも苦痛をこらえているのが三造には判った。三造は伯父の苦しそうな寝顔を見つめながら、4歳で死んだ睦子（三造の妹）のことを伯父が大変悲しんで詠んだ詩と、伯父自身の人生を冗談めいて自嘲的に詠んだ詩のことを思い出していた。
毎我出門挽吾衣　翁々此去複何時
今日睦児出門去　千年万年終不帰
（私が辞して（家の）門を出ようとするたびに、私の袖を引いて、「おじいちゃん、おじいちゃん、今度はいつ来るの？」と言っていた睦子が、今日は自分の方が（亡くなり）門を出ていってしまった。もう永遠に帰ることはない。）—斗南
悪詩悪筆　自欺欺人　億千万劫　不免蛇身
（私の下手な詩と下手な字で、私は自身を偽り人を欺いてきた。未来永劫、この呪われた蛇の身を免れないだろう。）—斗南
伯父の「不免蛇身」の詩を口の中で繰り返しながら、なぜかその「不免蛇身」という言葉だけが妙に三造をおびやかした。それは自分自身も伯父のように一生何ら為さず自嘲の中で暮らすかもしれないという予感ではなくて、もっと得体のしれない気味の悪い不快さであった。
三造は他の世界の存在など信じてはいなかったが、「此の世界で冗談に云ったことも別の世界では決して冗談ではなくなるのだ」という気がした。すると「蛇身」という言葉が、その文字そのまま生きてきて、車室の空間の中をグニャグニャと身をくねらせて匍いまわっているような気持さえしてきた。
翌朝、大阪八尾の従姉の家に伯父を送りとどけた後、三造は1人で京都に遊びに行き、春に京都大学に進んだ友人の下宿に2日ほど滞在してから従姉の家に戻った。三造が黙って遊びに出かけたことで斗南は不機嫌になっていて、罰として三造に部屋の掃除をさせた。

### 三
三造が東京の下宿に帰ってから2週間ほど経つと、斗南は八尾の従姉（斗南の姪）の夫に送られて生まれ故郷の東京に戻り、高樹町の赤十字病院に入院した。知らせを受けた三造が病室に入ると、斗南は三造を待ちかねていた様子だった。ついに生涯独身で家庭を持たなかった斗南は、数ある甥姪の中でもとりわけ三造を一番愛し、彼の才を最も買っていた。
病室には、斗南の弟たち（三造にとっての「洗足の伯父」「渋谷の伯父」）や看護婦らがいたが、斗南は三造が来ると真っ先に極東オリンピックのことを彼に訊ねた。斗南は陸上競技で支那が無得点だと知ると、我が意を得たという調子で「こういうような事でも、やはり支那人は懲らしておく必要がある」とつぶやき、その日の新聞の支那時局を三造に読ませてじっと聞いていた。人間の好嫌の激しい斗南は、気に入らない者には新聞も読誦させなかった。
医師の診断により、斗南が到底助かる見込みがない胃癌であることが確認され、それを本人に知らせるかどうか医師が親戚たちに訊ねた結果、日頃の斗南の気質から本当のことを教えた方がかえって綺麗な往生を遂げられるだろうと一同は推考し、斗南に末期癌の宣告をした。斗南は実に従容として顔色一つ変えることなく死の宣告を聞き、最後の残された時間を「洗足の伯父」の家で過ごすことになった。
病状が進むにつれ、斗南は三造のほか、気に入る4、5人しか側に寄せつけなくなった。田舎から見舞いに来た斗南の妹（三造の伯母）は部屋にも通されなかった。衰弱した斗南の低い小声が聞き取れない看護婦たちも容赦なく罵られた。激しい苦痛の中で食べ物が喉を通らないにもかかわらず、斗南は突然「（橋善の）天ぷらが食べたい」と言い出し買ってこさせ、ほんのちょっと食べただけで吐いてしまう有様だった。
3週間近く水しか受けつけず、地獄のような苦しみに耐えきれなくなった斗南はついに「薬で殺してくれ」と言った。それはできないと医者は諭し、苦痛を軽くする薬で睡眠状態にする処置が決まった。その薬を飲む直前、三造は斗南に呼ばれた。ほかに斗南の従弟にあたる人と、斗南の50年来の弟子であり友人の老人がいた。斗南は3人それぞれの手を握りながら最後の別れの挨拶をした。
斗南は最後に三造と握手しながら「お前にも色々厄介をかけた」と、とぎれとぎれの声で言った。伯父と見つめ合った三造は、その眼の光の静かな美しさに打たれて不思議な感動で伯父の手を強く握り返した。やがて眠りに入った伯父の顔を見ながら、その晩ずっと三造は伯父の側にいた。
若い三造は先刻の感動に気恥ずかしさを感じ始め、できるだけ感情を排して客観的な物の見方が出来るかどうかを試すため、携帯用の小型の日記手帳を取り出し、伯父と自分に共通する精神的類似の考察を分析しようと書き始めた。

### 四
三造は、伯父の斗南の「意志」「感情」「移り気」の特徴をそれぞれ書き留めていった。「彼の感情」という2項目では、斗南の「没理性的な感情」を事細かに分析した。
論理的推論は学問的理解の過程に於て多少示されるに過ぎず（実はそれさへ甚だ飛躍的なものであるが）、彼の日常生活には全然見られない。行動の動悸は悉く感情から出発してゐる。甚だ理性的でない。その没理性的な感情の強烈さは、時に（本末顛倒的な、）執拗醜悪な面貌を呈する。彼の強情がそれである。が、又、時として、それは子供のやうな純粋な「没利害」の美しさを示すこともある。
そして、斗南がしばしば青年たちの前でその新世界への理解を示そうしながらも、その努力は悟性的・学問的範囲だけに止まり、決して感情的に異なった世界や性格的に違った人間の世界にまでは及ばないことを挙げ、そうした斗南の努力（新しい時代に置き去りにされまいとする焦燥）が斗南に表面に現われる最も顕著な弱さだと三造は分析した。
そう分析しながら、三造は自分自身の中にある「乏しさ」と、それを嫌い、自分には無いもの（豊かさを感じられるもの）を求める気持が、伯父の言動の数々に見出される「禿鷹のような『鋭い乏しさ』」に出会って、自己嫌悪のように烈しく反発するのだろうと考えた。
斗南の強烈な「意志」や「感情」は、彼の儒教倫理への服従以外においては、「移り気」で永続的でないことを三造は考えながら、斗南が一生の間に何らまとまった労作を残せなかったのは不遇ではなくて、この「移り気」のためだと分析し、さらに斗南の「自己の才能に対する無反省な過信」や、物の見方の「頑冥さ」がドン・キホーテ的で悲惨であったことを書いた。
而も、彼が記憶力や解釈的思考力（つまり東洋的悟性）に於て異常に優れて居り、且つ、その気質は最後まで、我儘な、だが没利害的な純粋を保つて居り、又、その気魄の烈しさが遥かに常人を越えてゐたことが一層彼を悲惨に見せるのである。それは、東洋が未だ近代の侵害を受ける以前の、或る一つのすぐれた精神の型の博物館的標本である。
斗南に対する批判や分析をそこまで書いた三造は、斗南の「其の非論理的な傾向、気まぐれ、現実に疎い理想主義的な気質」や、「穿つたやうな見方をするやうでゐて、実は大変甘いお人好しである点」を自分も受け継いでいると分析した。
そして最も共通する気質は、小動物、殊に猫を愛好する点だと書きつつ、小学校3年の時、自分と伯父とが一緒に可愛がっていた三毛猫が死んでしまい、伯父と2人で庭の隅に猫の墓を作った思い出がよみがえった。

### 五
薬を飲んだその晩ずっと眠り続けた斗南は、翌日の昼頃、ふと眼をあけた瞬間があったが、すぐにまた寝息を立てて眠った。そしてその晩の8時頃、三造が風呂に入っている時に廊下の方が騒がしくなった。身体を洗い終わった三造が病室へ行くと、親戚一同の環の中にいる斗南はすでに寝息がなくなっていた。
翌日、経帷子を着て横たわった小柄な斗南の遺体を見た三造は、子供のようだと思った。白木の棺に入れられ、ひとりぼっちでちょこんと小さく寝ている伯父を見ているうちに、その孤独な放浪人生を送った伯父の生涯の寂しさと心細さが伝わるようで、三造は生前の様々な伯父との思い出がよぎり、突然と熱い涙がぐっとこみ上げてきた。
三造は泣いている姿を見られることが恥ずかしく、下を向いたまま廊下に出て庭に下りていった。6月中旬の庭には、紅と白のスイトピーが美しく咲き、その花の前で三造はしばらく流れる涙の乾くのを待った。

### 六
三造は、伯父の遺稿集『斗南存稾』の巻末にある「お髯の伯父」による跋を読んでいた。そこには「狷介ニシテ善ク罵リ、人ヲ仮ス能ワズ。人マタ困ッテ之ヲ仮スコトナシ。大抵視テ以テ狂トナス。遂ニ自ラ号シテ斗南狂夫トイウ」と、斗南の横顔が書かれている。気難しく人を罵ってばかりいた斗南は、周囲の人々から「狂」と目されたので、斗南は自らを「斗南狂夫」と号した。
斗南は死ぬ1か月前に、「勿葬、勿墳、勿碑」（葬式を出すな。墓に埋めるな。碑を立てるな）という遺言を書いていた。これを新聞の死亡通知に出した際に、「勿墳」が「勿憤」と誤植されてしまっていた。一生を焦燥と憤懣の中で生きた斗南の遺言が皮肉にも、「憤る勿れ」と間違って書かれていた。
神経質な三造は、自分の伯父の著書を東京帝国大学と母校の第一高等学校の図書館に寄贈するのをいろいろと躊躇したあげく、生前の伯父に対する自己嫌悪に似た自分のひねくれていた気持の罪ほろぼしの意味で、図書館に納めることを決心した。

### ☆
それから10年経って30代に成長した三造は、当時の自分が伯父の著書を寄贈することを躊躇していた心理がもはや滑稽な羞恥としか思えず、伯父のことを少しも愛していないと考えていた若い頃の自分を、何と「心の在処」を自ら知らぬものだと驚いていた。
伯父の死から7年経った昭和12年に支那事変が起った当時28歳だった三造は、伯父がかつて大正元年に出していた著書『支那分割の運命』を初めて読んでみたのだった。そこには、当時の世界情勢や欧米列強による東亜侵略の勢を指陳し、支那分割の危機的状況が「我が日本将来厄運の始なり、百害あって一利なし」と警鐘を鳴らした内容が書かれていた。
三造は伯父の論旨が「概ね正鵠を得ていること」に驚き、もっと早く読めばよかったと思ったり、あるいは、生前の伯父への必要以上の反発のその反動で、死後の伯父へ実際以上の評価をして感心したのかもしれないと思ったりした。
しかし、昨年の昭和16年に大東亜戦争が始まり、ハワイ海戦やマレー沖海戦の報を聞いた時も、三造が真っ先に思ったのは伯父のことだった。10年以上前、熊野灘の海底に沈んだ伯父の遺骨のことだった。それは、鬼雄となって我に寇なすものを禦ぐべく、熊野灘に自分の遺骨をなげさせた斗南の遺命だった。
三造は、伯父の詠んだ最後の和歌の色紙を家中探し回って見つけ出した。それは瀕死の病人とは思えない雄渾な筆つきでしたためられていた。
あが屍　野にな埋みそ　黒潮の　逆まく海の　底になげうて—斗南
さかまたは　ををしきものか　熊野浦　よりくるいさな　討ちてしやまむ—斗南

## 作品背景

### 「三造」もの
主人公「三造」は作者の中島敦を仮託した人物である。中島は「三造」という人物名をその他のいくつかの作品にも用いているが、この「三造」が登場する自己検証的な最初の小説が『斗南先生』である。
『斗南先生』の後、未完の長編『北方行』では「黒木三造」という中島と近い年齢の人物が登場するが、もう1人の「折毛伝吉」も中島の投影された人物となっている。『北方行』の最終場面には、1930年（昭和5年）の中華民国19年の夏が秋に移ろうとしている時期のことが書かれている。
『北方行』の一部分を転用・流用した『狼疾記』でも中島自身である「三造」が語っている内省的な作品で、『狼疾記』とともに「過去帳」として括られている『かめれおん日記』では「私」となっているが、ともに女学校に勤めている主人公の作品である。
「三造」を主人公にした作品には、生前に活字化されなかった未発表の習作草稿『プウルの傍で』も存在する。この習作は1932年（昭和7年）8月の満州・中国旅行体験が契機となって中学時代を回想する内容であるため、執筆時期はその旅行からさほど経過していない時期と推察されている。よって、これが「三造」ものの最初である可能性も高いが、他の「三造」ものにみられるような自己検証的・形而上学的な主題は明確ではなく、途中放棄された様相となっている。

### 親族関係
主人公「三造」の「伯父」である中島端は、1859年2月28日（安政6年1月26日）に、漢学者の中島慶太郎（中島撫山）とその後妻・きく（本名・よし）との間に生まれた。中島撫山には亡くなった先妻との間に長男・靖（中島綽軒）がいたため、端は実際には撫山の次男ではあるが、戸籍では長男として登録された。
異母兄・靖と同様に、幼い頃に父から句読を受けていた端（幼名は端蔵）は亀田鶯谷（亀田綾瀬の後継者）の門に学んだ。端の号は「斗南」で、別号には「復堂」などもあった。「斗南」とは北斗星よりも南のことで、転じて天下の意ともなり、「斗南狂夫」の号は、天下の狂人の意味になる。
中島端（斗南）の男兄弟には、竦（号は玉振）、翊（関翊）、開蔵（山本開蔵）、田人、比多吉、という5人の弟がおり、4番目の弟・田人が中島敦の父親である。
作中の「お髯の伯父」は、斗南のすぐ下の弟・竦（玉振）のことである。玉振は蒙古研究や古文字学（篆文・籀文、甲骨文字）、師でもあった亀田鶯谷の研究に勤しんだ。若い頃に上州玉村（現・群馬県玉村町）で漢学を講じていた玉振に学んだ人物に羽鳥千尋がいる。玉振も斗南と同様に妻をめとらず生涯独身であった。
敦は斗南と玉振の2人の独身の伯父を、バルザックの『人間喜劇』の一つ「従兄ポンス」になぞらえて、斗南はポンスよりも気性が烈しく、玉振はシュムケよりも東洋的な諦観をさらに多く持ち合わせていると表現し、両者の性格はそれぞれ違っていたが、2人の老人の眼は共に童貞だけにしかみられない浄らかさがあり、美しく澄んでいたと作中で描いている。
「渋谷の伯父」は、斗南の2番目の弟・関翊のことで、小学校教師を経てから、若くしてプロテスタント派の牧師となった。旧幕臣・関巳吉の娘との婿養子縁組により「関」姓となった伯父である。翊がキリスト教に入信したことを斗南は反対していたとされる。
「洗足の伯父」は、斗南の3番目の弟・山本開蔵のことで、3歳の時に撫山の親友・山本徳三郎の養子となった開蔵は、帝国大学工科大学を卒業後に海軍省に入り、のちに技術中将となった。他家を継いでいた開蔵であったが、後年は中島一族に何かと頼りにされていた。斗南の最期は、この開蔵の洗足の家に引き取られて亡くなった。三造の同学年の従兄として名前が出てくる「圭吉」は、この開蔵の次男・決のことである。
大阪の「八尾の従姉」は、斗南の異母兄・靖（綽軒）の三女・春中のことである。斗南は常々この大阪の姪の夫を馬鹿（漢学の素養がない男）だと悪口を言っていたため、そんな家に身を寄せようと言い出した頃の斗南はかなり病が重くなっていることが敦には察せられた。
三造の妹の「睦子」は、敦の2番目の継母・飯尾コウが産んだ子で、実名も「睦子」である。敦の異母妹にあたる睦子は、斗南が亡くなる3か月前の1930年（昭和5年）3月に4歳で亡くなった。斗南は睦子をとても可愛がり、キャラメルを当時の価格5円分も買って与えていた。
「伯父の五十年来の友人であり弟子でもある老人」の名前は作中では明記されてはいないが、「新井松四郎」という人物だとされる。斗南と親しかった「新井松四郎」は、5番目の弟・比多吉の妻の父親で、北海道に農場を持っていた。中島敦の異母妹・澄子によると、「新井松四郎」は春日部近くの宮代町の出身者だという。
5番目の弟・比多吉は、東京外国語学校支那語科を卒業後に早稲田大学の講師となり、清国保定府の警務学堂に招聘され後、日露戦争では特別任務班の一員として奉天北方虎石台附近の鉄道爆破に加わり、その後は陸軍で中国語の翻訳・通訳を担当し満州政府では中枢官僚として皇帝溥儀の側近となった人物である。

### 斗南と敦

#### 斗南の秀才と彷徨
端蔵（斗南）は、数え年の6歳から白文の論語素読を課せられ、作文も13、4歳の頃から専ら漢文を用いるように馴らされて育った。6歳で本を一読するとすべて暗誦してしまうほどの暗記力だった端蔵を、父・撫山は大いに喜んだという。漢詩を作ることも覚えた端蔵は、13歳で創作し始めた詩文でも巧みな秀才ぶりをみせた。
しかし端蔵は幼い頃から身体が弱く大病で臥せることも多かった。父が剣術を教えて打ち込みや撃刺を習わせると、端蔵の身体は徐々に健康になったが、薬は生涯服用していなければならなかった。そうした虚弱な体質により、徴兵もされず学業も中途半端であった斗南は自身の不孝・不忠を恥じて、自らを「廃人」に分類していた。
斗南は異母兄・綽軒の栃木県の私塾「明誼学舎」を手伝った後、24歳から埼玉県南埼玉郡久喜町（現・久喜市）の父の私塾「幸魂教舎」内の「言揚学舎」で教授陣として働いた。31歳の頃には地域の有力者たちと共に「无邪志会」を結成し、国士的な内容の『日本外交史』という著書を33歳の時に出版した。
30歳の頃には「肌香夢史」という筆名で小説『野路乃村雨』を出版したこともあった。小説の主人公「太田」は、保安条例に反対し「皇居外三里の地」まで追放された病弱の青年で、有為の青年が悲運に陥る内容である。独身であった斗南は、他の弟たちが結婚し独立した後も埼玉県久喜町の実家に残った。
斗南は35歳の時に同志の宮内翁助とともに私立専門学校「明倫館」を開いたが想定よりも生徒が集まらず、6年後にそこを退いて、外交問題の関心の方に重心が傾いていった。そして1902年（明治35年）の43歳の時に杉浦重剛の一行とともに初めて中国に渡り人士と会って意見交換などしながら、以後9年の間、中国各地を往来する彷徨的な生活を送った。
斗南は中国で外交問題の研究をするかたわら、羅振玉の所に居候しながら日本文献の翻訳（漢訳）の仕事をしたり、教員の仕事をしたりしたが、同じく中国にいた弟の竦（玉振）の所に身を寄せ、比多吉からの情報を得ていたこともあった。
日本に戻っている時の斗南は、老母や未亡人の姉・ふみ、姪たち（亡くなった異母兄・靖の遺児たち）と暮らしていた。父・撫山も亡くなり、離婚した弟・田人の幼子・敦が久喜市に引き取られた頃の斗南は52歳で、敦の養育もしなければならなかった。
53歳の時に『支那分割の運命』を出版した斗南は、その後に雑誌に寄稿を求められるようになり、数々の評論を発表した。自らを「東西南北の人」と称したように、43歳以後の後半生を日本と中国を往来する彷徨生活を送り、生涯自分の家を持たずに独身のままであった斗南は、1930年（昭和5年）6月13日に没した（享年71）。
死後、弟の玉振の編纂により1932年（昭和7年）10月1日に、斗南の漢詩・漢文を収めた遺稿詩文集『斗南存稾』が文求堂書店から刊行された。これらの作品は古体・近体ともに秀作が多く、浪漫的性格の斗南には詩才もあった。『斗南存稾』には親友の羅振玉が序文を寄せ、斗南の様々な彷徨のエピソードや国士気質が書かれている。

#### 斗南と敦の相似
斗南の秀でた記憶力や学力の高さは甥の中島敦にもあり、敦の同級生などの第三者の証言にも彼の非凡な記憶力や優秀さが述懐されている。親戚の間でも敦が一番の秀才であると認知され、従兄の塚本盛彦によれば、敦自身「忘れるということがわからない」と語っていたという。
斗南は子供の頃から身体があまり丈夫でなかったが、敦も小学校の頃は体操の時間は教室で休んでいることが多かったともいわれている。また、第一高等学校時代に大連で肋膜炎に罹って以来、その後もずっと喘息の持病に悩まされるようになった。
やかましいため「やかまの伯父」と呼ばれていた斗南は、話し方が早口で、自分が言ったことを相手から聞き返されるのが大嫌いだったと作中で描かれているが、敦自身もその傾向があったらしく、異母妹の澄子の証言によると、「（兄は）会話をしていても相手が受け答えにもたもたしていると、すぐかんしゃくを起し、一度言ったことを二度言わせたり聞き返したりすると、ひとく怒った」という。
作中にもあるように、敦は特に高等学校時代などは自己嫌悪的に斗南を見ていたが、斗南の方では敦を甥の中で一番気に入り、何かと目をかけて敦の才能を最も買っていたため、新聞なども敦だけにしか読誦させなかった（斗南は、新聞は声に出して読むものと決めていた）。敦がまだ幼かった頃には、敦の生母・チヨが田人と復縁したいと申し入れてきた時に、斗南が大反対したという。
斗南はエキセントリックな性格で気に入らない人間を容赦なく罵ったり、社会を批判したりしながら国の行く末を憂い、国際的な外交問題に一生を捧げてあちこち彷徨した落ち着かない人生だったが、彷徨癖は敦にもあった。敦は学生時代や結婚後も多くの転居を繰り返し、持病がありながらも多くの旅行を頻繁に行っていた。
当初は自分と共通する面が多い斗南に対して一種の自己嫌悪を抱き、斗南の旧世代的な言動を滑稽なものと捉えていた敦だったが、次第に斗南のそうした言動は斗南にとって極めて自然で純粋なものであることを理解していった。

### 『支那分割の運命』
※中島敦の作品内からの文章の引用は〈　〉にしています（論者や評者の論文からの引用部との区別のため）。

#### 概説
中島敦は最後の☆章で、伯父・斗南が1912年（大正元年）10月に刊行した著書『支那分割の運命』を伯父の死から7年後に初めて読んだ時の感慨を、〈支那事変に先立つこと二十一年、我が国の人口五千万、歳費七億の時代の著作であることを思ひ、其の論旨の概ね正鵠を得てゐること〉に驚いたと語っている。
その斗南53歳時の著書『支那分割の運命』は、内乱状態にあった当時の中国（支那）をめぐる西欧帝国主義国家間の分割統治の問題性について考察した外交・国際関係の評論書で、斗南の別号である「複堂學人」の名義で政教社から出版されたものである。当時すでに日本人の素養から薄れ難解になりつつあった漢文訓読体で書かれたこの本の構成は、「緒論」の章に続いて上・下の2篇に分かれている。
斗南の『支那分割の運命』が刊行された1912年（大正元年）の年には、袁世凱が3月に臨時大総統に就任したが、孫文の中国革命同盟会をはじめとした反袁の勢力が各地にあって、英仏独露（イギリス・フランス・ドイツ・ロシア）などの西欧列強が支那の植民地化と利権を狙っており、斗南の著書はその分割の危険に警鐘を鳴らしていたものであった。

##### 上篇
上篇は、袁世凱と孫文の人物月旦評の章「袁世凱の人物月旦」「孫文の人物月旦」から始まり、その次の章「共和政体の将来」では、支那の共和政体の将来を、政治革命よりも先に社会の腐敗体質をなくさなければ支那の根本は変らないとし、歴史的に大総統の帝王思想の根強さや終身総統・専制的君主になろうとする野心的な傾向、中国人民に個人崇拝と依頼の心理が広く浸透していることなどを見ながら言及している。
続いての章「支那人は共和国民の資格なし＝共和の歴史なし＝共和の思想なし」「支那人は共和国民の素養なし」「支那人は共和の信念なし」においても、歴史的に中国人民は元来から共和の精神や平等観念がなく、共和の主張は孫文から始まったことで、実態も伴わずに突如として「共和国」が誕生したのは共和の真の意味を知らない証拠だと断じている。
そこでの斗南の論旨は、中国人にとって共和は欧米から借りた外形だけの「形式」で、実際は国民の教育普及度や識字率の低さが物語っているように真の共和の精神からは程遠い国柄だと分析している。斗南は、「支那人は共和国民の素養」がなく「夫れ支那人巳には共和国民たる資格なく、能力なし」と断じ、彼らに共和の歴史も思想もないことを説いている。
続く章「支那人の虚勢的元気」では、「虚勢を張りて、実力に乏しく、虚飾を喜びて、実際を務めざる」は漢族の数百年来の性癖だと述べ、彼らの虚勢的元気の「声勢」に日本人が幻惑されがちなことなどを戒めている。その次の章「支那人は各省の観念ありて国家的観念なし」でも斗南の忌憚ない批判は続き、最後の「支那の運命」いう章に至る。
「虚勢的元気」のみで「各省分の観念ありて国家的観念なし」の支那の運命について斗南は、「余敢えて断じて曰ふ、各省の分裂のみ、列強の分割のみ、五胡十六個の再現のみ」と結論づけている。
この辛口の叱咤は、中国通の斗南がいわば支那人自身の憂国を代弁したものでもあり、西欧列強から狙われて分割の危険があるにもかかわらず、中国人同士が内乱状態の現状へのもどかしさを率直に述べたものだと川村湊は解説している。

##### 下篇
下篇は、日本の問題について論じ、「東亜のモンロー主義」「日本帝国と支那分割」「日本と支那分割の方略」「日本と支那分割の究竟的利害」「日本帝国百年後の運命」「日本の教育」「日本の産業」「日本の陸海軍」「日本の外交」「日本の憲政」「世道人心の一大危機」「日本帝国民の覚悟」の各章にわたって、日本への提言を語っている。
斗南は、西欧列強による支那分割は対岸の火事ではなく「我が日本将来厄運の始なり、百害あって一利なし」とし、支那分割の危機に際して日本が西欧側に付いてそのお零れに与ろうが与るまいがどちらも日本に不利であるとしている。そして、それに対処すべき方策は唯一日本国力の充実これあるのみだと提言している。
ここには、東亜の禍福、すなわち日本の将来に大いに関わる「支那分割の運命」において急務となるのは、我が国の政治の刷新や自主的外交の展開であるという以前からの斗南の持論（著書『日本外交史』）と同様の国権思想が述べられている。
この時代には、明治時代から培われていた日本人のアジア認識や、白人列強への対立意識が徐々に高まり、当時の日本では中国蔑視と同時に、欧米の黄禍論に対抗する「白禍」論（アングロサクソン中心の利己的支配への反発）的な潮流もあり、アジアの連帯意識も生まれていた

#### 中国での反響など
斗南の『支那分割の運命』の中国語翻訳版については、斗南自身により漢訳されたものは翌1913年（大正2年）1月に刊行されたが、それより少し前の1912年（大正元年）12月15日、すでに中国において北洋法政学界（北洋法政専門学堂の第一期生を中心に結成された会）から『支那分割之運命駁議』と題する、「駁議」（反論）を付け加えた漢訳本がいち早く刊行されていた。
斗南の本は日本の中国大陸侵略の野心を煽るものとして中国人に受け取られたようで、在日中国人留学生が最初に烈火の如く憤慨し、日本人の手による著書『支那分割の運命』の存在を本国に知らせたという。斗南の論旨は中国で大きな反響を呼び、「日本の狂熱的侵略主義者」が論じる中国人批判だとされて、中国共産党系の李大釗などが反論を展開した。
それらの猛反発には、明治天皇を崇拝する小さな島国の日本人・斗南に、共和の民国を建設した中国人をあれこれ言う資格はない、といった言もあり、日本人が中国に対し「同文同種」「唇歯輔車」の国という甘言を述べても下心があると受け取られ、中国侵略の意図を秘めた日本人による悪意の罵詈雑言とみなす反論もあった。
『斗南先生』の第一章の中で中島敦は、〈そんな売れない本から印税がはいる筈はなかつた〉と書いているが、日本国内においての『支那分割の運命』もそれなりに売れた様子で、一定の読者層からの高い支持を受けて初版から1年も経たないうちに再版された。斗南の弟子だった増井経夫によれば、斗南の『支那分割の運命』は「当時流行した中国分割論」であったが秀抜な評論で、名著の誉れが高かった」という。
しかしながら、斗南の著書の後に発行された酒巻貞一郎の『支那分割論』や、内藤湖南の『支那論』のように長きに渡って後世に伝わる本にまではならなかった。斗南はその後も晩年にいたるまで中国問題に関わり、数々の論説を政教社の雑誌『日本及日本人』に寄稿しつつ、中国大陸にも何度も渡り羅振玉や汪康年らと意見交換などしていた。

## 作品研究・評価
※中島敦の作品内からの文章の引用は〈　〉にしています（論者や評者の論文からの引用部との区別のため）。
『斗南先生』は中島敦が伯父の中島端（斗南）をほぼ忠実に活写した作品で、主人公の甥の「三造」も中島自身をほぼそのまま投影したものである。しかし、この作品を含む「三造」もの系の作品（『過去帳（狼疾記、かめれおん日記）』、未完作『北方行』）を、いわゆる志賀直哉や近松秋江・葛西善蔵などの旧来的・既存的な「私小説」の有り様と同一視することには異論を唱え、『山月記』『弟子』『李陵』などの代表作を生むまでの過程的作品だとする論者や作家の見解が主流である。
研究史的には、『斗南先生』は中島作品に通底する自我の問題、「己れとは」という命題を追及している作品の一つとして捉えられ、そうした面からの論究が多くなされて傾向がある。
臼井吉見は、『斗南先生』を含む「三造」ものの作品を「かなり上等な私小説」としながらも「僕は中島敦のこれらを私小説とは呼ぶまい」と述べ、『李陵』『山月記』などの「珠玉のごとき小説」を残した中島の作品傾向を考慮した上で、「三造」ものを中島の「生活記録として見るべき」として、それがいわゆる私小説に属さない理由を、「（中島が）しょっちゅう私を考えていたからこそ『李陵』や『山月記』を創造したのだ。ちっとも私を考えないのが私小説であることは明瞭であろう」と説明している。
勝又浩は、この作品の中心に「私」というモチーフがありながらも、その「私」が「我とは何か」という形而上的なもの（形而下的な私ではない）であることを見据えながら、「この小説がいわゆる私小説の範疇に入るものではないことも明らか」だろうとして、これ以降の「三造」ものに繋がっていると考察している。
濱川勝彦も、『斗南先生』の主題に「『血』――遺伝」があるとして、この作品や同時期に書かれた「三造」ものの習作『プウルの傍で』（中学時代を回想した作品）の中に、中島の「自己への回帰」「自己凝視」の姿勢を看取している。
佐々木充は、主人公が自身と伯父の類似点を分析する過程で、己れが伯父と同質の人間であることを覚っていく内面劇に着目しながら、中島がこの作品で初めて自身の「未来を想い見ることが可能になった」と解説している。
鷺只雄は、親類の中で中島の才能を最も愛した伯父の斗南の死を契機に、その生涯を中島が辿っているこの作品中で分析・確認される伯父の性向は、「分析者自身」（中島）のものでもあるとし、「その意味ではこれは自己発見の書ともいえる」と解説している。
木村一信は、中島の「己れ」を追及するテーマが『斗南先生』から始まったと位置づけ、「『斗南先生』の起稿より定稿に至る約十年の間に書きつがれた作品のほとんどは、このテーマにそってその作品世界が展開されている」ことを指摘しつつ、最初の『斗南先生』において「己れとは」の主題を「最も早く作品に盛りこもうとした意味は大きい」として、付記の☆章において「生きる方向を見出している人間の姿」の三造の自信が看取できる『斗南先生』と、10年間の間に書かれた他の自己検証の作品との相関関係を考え合わせて、中島の作家の軌跡を考察している。
佐伯彰一は、中島の無名時代の初期作品群（習作や『虎狩』など）には「若々しい才気か思いつきばかりが、宙に浮いて」いるものが目立つ中、この『斗南先生』は対象と語り手の「私」との間に「しかとへその緒がつながって」いて、斗南の風貌や性行が読者に直によく伝わってくると高評価している。
また、中島の評伝から窺える彼の「無名」へのコンプレックスやこだわりが、漢学者として無名に終った伯父の遺稿集を図書館に寄贈するのを躊躇するくだりにも「色濃く」現われているだけでなく、斗南の「一見超然としているようで、じつは自信も自意識も強烈無比ともいいたい気質」などが鮮やかに描かれている点に佐伯は着目し、代表作『李陵』『弟子』『山月記』の素材や登場人物に顕著な「失意の影を色濃くひきずっている」点や「失意固執といった姿勢」の先駆的なものが『斗南先生』にあると考察している。
池澤夏樹は、中島作品の中では珍しい「肉親」という近しい題材を扱ったこの作品の構成が、擱筆から10年後に自身の手記を改めて読み返す最終章☆を付加しているという「時間的に二重の仕掛け」になっていることに触れつつ、個性的な伯父を冷徹に見ながらも自分の中に伯父と重なる共通性を発見して動揺し、伯父の死後に読んだ『支那分割の運命』の論旨に共鳴するという「二段構え」のその「鋭い観察力」に感心している。また、その「鋭い観察力」が、古典を材にする際には李陵や司馬遷のような「生き生きとした人物像」を生み、実際に出会った人物においては『環礁―ミクロネシヤ巡島記抄―』のマリアンのような「生彩あふれる肖像」を描くことになると池澤は解説している。
藤村猛は、『斗南先生』が、伯父の斗南が死亡した昭和5年、「三造」が伯父への回想を綴った昭和7年、その回想についてさらに10年後に補記した昭和17年、という「三つの時間が併存して作品を形成」していることに触れ、それにより「斗南像の深化と三造の変化」が描かれていると述べている。そして、中島が第一創作集『光と風と夢』を刊行する当時の「時代」を盛り込んだ最後の☆章を加えようとした時に「過去の自分を再確認し、自己と繋がる〈斗南〉を表現し」て、日米開戦の時代に存在している「現在の自分たちに思いを馳せた」と藤村は考察し、『狼疾記』の「三造」との近似点や『斗南先生』が書かれた意義にも触れている。
佐藤和也もその「三造の変化」を具体的に辿りながら、中島が斗南に対して持っていた〈ひねくれた気持〉が〈自分が最も嫌つてゐた筈の乏しさ〉であることに気づき、今まで分からなかった伯父への愛情（〈己の心の在り処〉）を自覚するまでの過程について、「自己批判を通して伯父という人間を受容していったということではないだろうか」としている。
そして佐藤は、この作品には当時の日本の戦況的な背景が重なってはいるが、中島が同年の随筆『章魚の木の下で』で〈戦争は戦争。文学は文学〉と語っているように〈時局的色彩〉を盛り込んだ作品というのではなく、容易に知り得ない〈己の心の在り処〉というものが、それまでの自分の見方を一度批判的に捉え直すことによって認識可能になるということを物語っている作品なのではないかとして、そうした作品の語り手（中島）にとっては「確実な〈己の心の在り処〉、つまり明白な自我などそもそも知り得ないものなのだと言えよう」と、再びその時点の認識が翻る可能性をも秘めた複雑なものとして論考している。
以上のこうした中島の自己追及に関する作品論のほかに、作中で触れられている『支那分割の運命』に見られる斗南の中国関係の知見が中島に与えた影響や、斗南の人物像そのものが中島の後期作品に与えた影響についての論究もある。
渡邊一民は、後藤延子による斗南著『支那分割の運命』の分析研究から斗南の中国に対する見識の深さを知り、なおかつ、その斗南が中国関連の新聞記事を読誦させるのをお気に入りの甥である敦だけに限定していたことなども鑑みて、中島の国際的な視野が盛り込まれた未完作『北方行』で見られる当時の中国の政治に対する関心は、斗南の影響によって培われたのだと考察している。
川村湊は、中島が伯父・叔父たちの中で最も大きな影響を与えたのは斗南だとし、警世の書ともいえる斗南の『支那分割の運命』の論旨が〈正鵠を得てゐること〉に驚いた中島が、未完の長編『北方行』（当時の現代中国を舞台にしたもの）を書き進める過程で、斗南の影響により「現実的に流動する社会を見る目」を養うことができたとしている。
またそのことと同時に、他者の援助を受けつつ生活していた伯父が現実の社会とコミットしようとしたことと重なる似た気持が『北方行』を書いている自分の中にもあることを中島が気づいたのではないかと川村は推察し、『北方行』が未完になった要因の一端には力量不足のほか、中国や東洋全体の天下国家の運命を心配することよりも先に、自身の〈狼疾〉（内面自我）に冒された運命の問題に作品の焦点を当てていくことの方が肝要になったのではないかと論考している。
そして川村は、斗南の非論理的で気まぐれで生活の些事に疎く〈我儘な、だが没利害的な純粋を保つて居り、又、その気魄の烈しさが遙かに常人を超えてゐた〉気質とは、中島自身も斗南から受け継いでいる「文人、詩人の素質」にほかならないとし、中島をおびやかした斗南の詩の「不免蛇身」という言葉が、中島の作品『山月記』に与えた影響を考察している。
孫樹林は、西欧近代化する時代の中で西欧文化の浅薄さを批判し東洋精神の復興のため彷徨する人生を送った斗南と、『弟子』『李陵』などの文学作品を通じて古典や歴史の中から東洋精神の有り様を探って求道しようとした中島敦が「書きたい、書きたい」と志半ばで亡くなったことに「悲壮な相似形」が存在していると考察している。
そして孫は、〈東洋が未だ近代の侵害を受ける以前の、或る一つのすぐれた精神の型の博物館的標本である〉伯父の死から、〈己れの心の在り処〉自ら知るようになった中島が「東洋精神の後継者」として誕生してきたと考察している。
佐々木充は、中島の後期作品『弟子』の子路の人物造型には斗南の人物像があるのではないかとし、『斗南先生』において三造（中島）が伯父の行動について分析した〈没理性的な感情の強烈さは時として子供のような純粋な『没利害』の美しさを示す〉という気質はそのまま、「子路の個性をも形作るものでもあることは改めて言うまでもないであろう」と解説している。
藤村猛も佐々木の見解と同様に、「己の信念に準じた」子路と斗南の類似性を指摘し、郭玲玲も、『弟子』の子路や『わが西遊記』の悟空の性格や行動的かつ思索的な特質が斗南と共通していることを挙げている。

## おもな収録書籍
- 第一創作集『光と風と夢』（筑摩書房、1942年7月、NDLJP:1134654）
  - 収録作品：「古譚（「狐憑」「木乃伊」「山月記」「文字禍」）」「斗南先生」「虎狩」「光と風と夢」
- 第一次『中島敦全集 第3巻』（筑摩書房、1949年6月）
  - 編集委員：釘本久春、中島たか（中島敦の妻）、中村光夫、氷上英廣
  - 装幀：土方久功
- 第二次『中島敦全集 第4巻』（文治堂書店、1959年）
  - 編集委員：釘本久春、氷上英廣、中村光夫、中島桓（中島敦の長男）
  - 装幀：土方久功
- 第三次『中島敦全集 第2巻』（筑摩書房、1976年5月）
  - 編集委員：中村光夫、氷上英廣
- 『中島敦全集1』（ちくま文庫、1993年1月）
  - カバー装画：土方久功「島の伊達少年」
  - 解説：酒見賢一「“文学”から自由な作家」。解題：勝又浩
  - 収録作品：「古譚（「狐憑」「木乃伊」「山月記」「文字禍」）」「斗南先生」「虎狩」「光と風と夢」
【習作】「下田の女」「ある生活」「喧嘩」「蕨・竹・老人」「巡査の居る風景」「Ｄ市七月叙景(一)」
【歌稿 その他】「和歌でない歌」「河馬」「Miscellany」「霧・ワルツ・ぎんがみ」「Mes Virtuoses (My Virtuosi)」「朱塔」「小笠原紀行」「漢詩」「訳詩」
- 『山月記・李陵 他九篇』（岩波文庫、1994年7月）
  - 解説：氷上英廣
  - 収録作品：「李陵」「弟子」「名人伝」「山月記」「文字禍」「悟浄出世」「悟浄歎異」「環礁―ミクロネシヤ巡島記抄―」「牛人」「狼疾記」「斗南先生」
- 『斗南先生・南島譚』（講談社文芸文庫、1997年3月）
  - 解説：勝又浩。作家案内：木村一信。著書目録：鷺只雄
  - 収録作品：「斗南先生」「過去帳」「古譚」「南島譚」「環礁―ミクロネシヤ巡島記抄―」
- 『文字禍・牛人』（角川文庫、2020年11月）
  - カバー原画：新井伸浩（朝霧カフカ・春河35「文豪ストレイドッグス」）。仕上：後藤ゆかり
  - 解説：池澤夏樹
  - 収録作品：「狐憑」「木乃伊」「文字禍」「牛人」「斗南先生」「虎狩」